# ضريبة الدخل في مصر
في جمهورية مصر العربية، تفرض الضرائب على الدخل من قبل الحكومة. يتم تحديد ضريبة الدخل من خلال تطبيق معدل ضريبي، وقد يزيد بزيادة الدخل، إلى الدخل الخاضع للضريبة كما هو محدد.

## التشريعات
في 13 مايو 2013، أقر مجلس الشورى، قانون جديد لاحتساب ضرائب الدخل بدلاً من القانون القديم.
من ثم، قام رئيس جمهورية مصر العربية عبد الفتاح السيسي باصدار قرار بالقانون رقم 96 لسنة 2015 بتعديل بعض أحكام الضريبة علي الدخل الصادر بقانون 91 لسنة 2005 و القرار بقانون رقم 44 لسنة 2014 بفرض ضريبة اضافية على الدخل

## التشريح الضريبي
- الشریحة الأولى: حتى 6500 جنیه في السنة معفاة من الضریبة.
- الشریحة الثانیة: أكثر من 6500 جنیه حتى 30,000 جنیه تفرض ضريبة بنسبة 10%.
- الشریحة الثالثة: أكثر من 30,000 جنیه حتى 45,000 جنیه 15%.
- الشریحة الرابعة: أكثر من 45,000 جنیه حتى 200,000 جنیه 20%.
- الشریحة الخامسة: أكثر من 200,000 جنیه 22.5%.